# 8 femmes
8 femmes is een Franse-Italiaanse misdaad-musicalfilm uit 2002 onder regie van François Ozon. Hij baseerde het verhaal op dat van het gelijknamige toneelstuk van Robert Thomas. De acht hoofdrolspeelsters wonnen voor hun samenspel zowel een European Film Award als de Zilveren Beer op het Filmfestival van Berlijn 2002. Daarnaast werd de film genomineerd voor onder meer twaalf Césars, nog vijf European Film Awards en de Gouden Beer van het Filmfestival van Berlijn.

## Verhaal
Aan het eind van de jaren vijftig van de twintigste eeuw zitten acht vrouwen tijdens een sneeuwstorm opgesloten in een huis. De auto is gesaboteerd, de telefoonlijn kapot en ze kunnen geen kant op. Als de man des huizes dood wordt aangetroffen met een mes in zijn rug, blijkt dat alle acht de vrouwen een motief hebben. Aan de hand van verschillende verhaallijnen, door de ogen van de acht vrouwen, komt de dader uiteindelijk aan het licht.

## Rolverdeling
- Fanny Ardant als Pierrette (de schoonzus van Gaby)
- Emmanuelle Béart als Louise (het kamermeisje)
- Danielle Darrieux als Mamie (de grootmoeder)
- Catherine Deneuve als Gaby (de vrouw des huizes)
- Isabelle Huppert als Augustine (de zus van Gaby)
- Virginie Ledoyen als Suzon (de oudste dochter van Gaby)
- Firmine Richard als Chanel (de 'nanny')
- Ludivine Sagnier als Catherine (de jongste dochter van Gaby)